# Útočiště (Hvězdná brána: Atlantida)
Útočiště (v anglickém originále Sanctuary) je 14. epizoda I. série sci-fi seriálu Hvězdná brána: Atlantida.

## Obsah epizody
Sheppardův jumper je pronásledován mnoha wraithskými šipkami, je ve značné nevýhodě. Právě prolétá kolem jedné z planet, když z jejího povrchu vystřelí energetická síť, zasáhne wraithské šipky a zlikviduje je. Sheppardovu týmu se nic nestane, nicméně vyspělá energetická zbraň je velmi zajímá, proto se rozhodnou přistát.
Na planetě jménem Proculus naleznou nepříliš technicky vyspělou společnost, která klade velký důraz na duchovní hodnoty. Sheppardův tým žádá o pomoc, o přístup ke zbrani, případně o azyl před Wraithy.
Domorodci však o Wraithech ani o žádné zbrani nevědí, za záchranu děkují své bohyni Athar, s níž komunikují prostřednictvím mladé ženy - Chaye Sar. Athar Sheppardovu týmu pomoci nemůže, McKay se domnívá, že spíše pomoc odmítá.
Chaya přijímá pozvání na Atlantidu, kde musí Chaya (stejně jako všichni ostatní vávštěvníci) podstoupit lékařské vyšetření. Při něm doktor Becket zjistí, že je dokonale zdravá. A více než to, její tělo neobsahuje ani žádné viry a bakterie. Zkrátka je příliš zdravá, než aby se jednalo o přirozený stav.
Doktorka Weirová se pokouší nabídnout technické znalosti výměnou za ochranu. Chaya však nejeví zájem, osloví ji až zmínka o lidských náboženstvích a filosofiích. Mezitím se Sheppard pokouší s ní sblížit. Pod záminkou dojednání obchodu ji pozve na piknik...
McKay zjistí, že Chayu rozpoznal atlantský varovný systém, proto navrhne Weirové, aby byl přizván k jejich další schůzce a mohl ji nenápadně prověřit. Chaya jeho léčku prohlédne, ne však dostatečně brzy na to, aby si Rodney nedal údaje dohromady a neodhalil její tajemství. Chaya je Antička. Je svým prozrazením překvapena, nicméně přiznává, že má McKay pravdu. Neodolala nabídce spatřit opět Atlantidu, navíc se sblížila se Sheppardem více, než předpokládala.
Ve stejné chvíli zaútočí na Proculus Wraithové, Chaya to pozná a vydá se na pomoc svým lidem (sama se přemístí tak, že se rozplyne). Sheppard se pustí za ní. Oba se setkají na planetě. Chaya Sheppardovi vysvětlí, že zde před mnoha lety žila jako člověk. Když se povznesla a viděla, jak Wraithové zabíjejí její lidi, porušila pravidlo o nevměšování se a pomohla jim. Ostatní povznesení to poznali a rozhodli se ji potrestat. Dovolili jí chránit Proculus, ale jako svůj trest nesmí pomoci nikomu jinému, proto nemůže přijmout Sheppardovu prosbu o azyl.